# McDonald Land
McDonald Land är ett tv-spel till NES, lanserat av Virgin Interactive. Det släpptes till olika konsoler i Europa och i USA 1992-1993. I USA gick det under namnet MC Kids. Spelet är löst baserat på McDonald's-produkterna och går ut på att två pojkar ska ge sig ut i McDonald's-världen för att återföra Ronald McDonalds magiska väska, som har stulits av Hamburglar.
Spelet släpptes även till Game Boy (enbart i Europa), Commodore 64, Amiga och MS-DOS. Virgin Interactive släppte senare ett liknande spel till Sega Mega Drive under namnet Mick & Mack: Global Gladiators.
Spelet var ett klassiskt plattformsspel.